# Erich Gamma
Erich Gamma (né en 1961 à Zurich) est un des quatre auteurs du livre Design Patterns traitant des motifs de conception, communément appelé le GoF (pour Gang of Four). C'est aussi l'un des initiateurs de l'environnement de tests unitaires en java JUnit, et de l'environnement de développement intégré Eclipse.